# Poradnik Domowy
Poradnik Domowy – miesięcznik poradnikowy, wydawany od września 1990 przez wydawnictwo Prószyński i S-ka. W 2002 prawa do jego wydawania zakupił koncern mediowy Agora SA. Od 2013 wydawcą było Edipresse Polska, a od 2019 zostało nim Wydawnictwo Bauer.
Zawiera artykuły poświęcone kulinariom, zdrowiu, modzie, urodzie, wyposażeniu i dekoracji domu.